# PBC:ザ・ネクスト・ラウンド
『PBC:ザ・ネクスト・ラウンド』 (PBC: The Next Round) は、アメリカのケーブルテレビ局・Bounce TVで放送されていたプロボクシング中継番組。日本ではWOWOW「エキサイトマッチ」が試合映像を放送していた。

## 概要
ボクシング中継番組プレミア・ボクシング・チャンピオンズから若手選手のための場として派生した番組。HBOで放送されていたボクシングアフターダークと同じ分類に位置付けられた。2015年8月2日にファン・カルロス・パヤノvsルーシー・ウォーレンとの試合で初放送。最上位に位置付けられているNBC及びNBCSN、Spike、CBS、ESPN、Foxで放送される機会の無い若手が出場する事が多く、最上位の放送局の登竜門的的な機能を果たしており、ここで注目され実力が認められた選手がどんどん最上位の放送局にステップアップしていった。
ボクシングマネージャー兼アドバイザーのアル・ヘイモンが2015年5月7日にNBC及びNBCSN、Spike、CBS、ESPNに続いてBounce TVでの放送を発表。
初回のパヤノvsウォーレンは異例となる日曜のプライムタイム夜9時から日付変わって翌日8月3日0時20分まで3時間20分放送され（パヤノvsウォーレンの他にジョン・ジャクソンvsデニス・ローレンテ、ユデル・ジョンソンvsホルヘ・コタの3試合を放送した）平均視聴者数45万9000人が視聴した（ピーク時の視聴者数は66万7000人）。
その後は1か月後の9月8日にFox Sports 1が毎週火曜放送開始と並行しながら、若手を中心に放送していったが徐々に視聴数が下降していき、2018年8月3日のラディリウス・ミラーvsデニス・ガルザの試合を最後に放送を打ち切った。PBC:ザ・ネクスト・ラウンドが担って来た役割はFox Sports 1が毎週火曜日に放送していた「トォ・トウー・トォ・チューズデイズ」にそのまま引き継がれた。

## 出演者
- フレッド・ヒックマン（進行役(元YESネットワークスポーツキャスター)）
- フラン・チャールズ（実況(元ボクシングアフターダーク実況、MLBネットワーク進行役)）
- ケヴィン・カニンガム（解説）
- オースティン・トラウト（アナリスト、レギュラー出演）
- デオンテイ・ワイルダー（アナリスト、不定期出演）